# Friedrich-Wilhelm Tebbe
Friedrich-Wilhelm Tebbe (* 31. Mai 1945 in Rotenburg an der Wümme; † 2. Oktober 2021 in Bad Nenndorf) war ein deutscher Dirigent, Sänger, Organist und Schulmusiker sowie Leiter und Mitbegründer des Bückeburger Bach-Orchesters.

## Leben
Friedrich-Wilhelm Tebbe erhielt seinen ersten geregelten Musikunterricht bei Hermann Bruttger als Schüler des Stiftischen Humanistischen Gymnasiums Mönchengladbach, wo er als Mitglied des Schulchores auch an den Aufführungen Bach’scher Kantaten und Oratorien teilnahm. Sein Musiklehrer vermittelte ihm Klavierunterricht bei dem Pianisten Heinz Klein. Von 1958 bis 1960 war er – nach Anleitung durch Friedrich Kuscer – als Posaunist Mitglied des Schulorchesters unter der Leitung von Helmut Huchzermeyer. Im Alter von 15 Jahren erhielt Tebbe beim Stadtkantor von Hannover, Gustav Sasse, seinen ersten Orgelunterricht und studierte ab 1966 nach dem Abitur am Kaiser-Wilhelm- und Ratsgymnasium Hannover in der Opernabteilung der Hochschule für Musik und Theater  Gesang bei Otto Köhler.
Sein Spezialgebiet waren von Anfang an die einschlägigen Partien für lyrischen Bariton, die er erfolgreich auf der Bühne repräsentierte. Zusätzlich studierte er Schulmusik und zusätzlich Orgel bei Elinor von der Heyde-Dohrn. Nach bestandenen Examina für Schulmusik und als Gesanglehrer studierte er auf Anraten seines Gesanglehrers (Otto Köhler: „Sie sind ein Herr am Dirigentenpult“) und seines Lehrers im Fach Dirigieren, Fritz von Bloh, musikalische Ensembleleitung bei Felix Prohaska in Hannover und später an der Universität Mainz bei Sergiu Celibidache. Als Chefdirigent der Schaumburger Märchensänger von 1980 bis 1994 war Tebbe durch Tonträgeraufnahmen mit Auflagen in Millionenhöhe erfolgreich. Er trat in vielen großen Konzerthäusern in aller Welt auf und wirkte allein in Deutschland in über 50 Sendungen des Fernsehens mit.
Mit dem Bückeburger-Bach-Orchester spielte er mehrere Sinfonien von Johann Christoph Friedrich Bach, dem „Bückeburger Bach“ und Namensgeber des Orchesters, erstmals digital ein. Daneben erwies er sich mit dem Orchester als zuverlässiger Begleiter in Konzerten und Aufnahmen mit namhaften Sängern und weltbekannten Instrumentalisten.
Als Preisträger des Wettbewerbs Guido d’Arezzo (mit den Schaumburger Märchensängern), mehreren Erstaufnahmen von Rossini und Cimarosa sowie mit etlichen gelungenen Aufführungen in Italien machte sich Friedrich-Wilhelm Tebbe auch dort einen Namen, so dass er 1995 zum Professor ernannt und aufgrund seiner Verdienste auf dem Gebiet der Musik zum Doktor ehrenhalber promoviert wurde.

## Aufnahmen (Auswahl)
- Missa brevis C-Dur, KV 220 Spatzenmesse / Wolfgang Amadeus Mozart, Salve Regina g-moll, à quattro voci ma soli / Joseph Haydn. Schaumburger Kantorei Bergkirchen, Niedersächsisches  Staatsorchester Hannover, Weisse, Gottfried [Org].   Leuenhagen und Paris 666970 (1979)  Fox Records 2122006 (1998)
- Hermann Prey, Gerda Kosbahn und Theo Altmeyer singen Bach-Kantaten. Nun komm, der Heiden Heiland, Kantate BWV 61. Du Friedefürst, Herr Jesu Christ, Choral aus d. Kantate BWV 67. Der Friede sei mit dir,  Kantate BWV 158.Schaumburger Märchensänger, Schaumburger Kantorei Bergkirchen, Niedersächsisches Staatsorchester,  Hannover, Leuenhagen und Paris / Schwann 2891 231, FOX Records 2130027
- Die Schaumburger Märchensänger singen deutsche Volkslieder, Hamburger Symphoniker Europa 11698 / BMG 74321 25919 2
- Ave verum, Die Schaumburger Märchensänger, Philharmonisches Kammerorchester Bückeburg, Hans Christoph Becker-Foss [Orgel], Signal / Miller International 1214323.3 / 521423.8
- Lerchengesang Schaumburger Märchensänger singen Chorlieder der Romantik,  Siegfried Schick [Piano], Schaumburger Märchensänger, Leuenhagen und Paris 2782 (1989)
- Konzert in der alten Residenz Bückeburg  (Werke von W. A. Mozart und Joh. Chr. Fr. Bach), Le nozze di Figaro - Ouvertüre. Konzert für Flöte, Harfe C-Dur KV 299.  Wolfgang Amadeus Mozart. -   Sinfonie B-Dur, W. I, 20 / Johann Christoph Friedrich Bach. Konhäuser, Ruth [Hf]. Martin, Peter [Fl]. Bückeburger Bach-Orchester,  Leuenhagen und Paris Nr. 203481[1992/2004]
- Konzertante Sinfonien am Hof zu Bückeburg, Werke von Joh. Chr. Friedri. Bach, Cimarosa und Mozart, Bückeburger Bach-Orchester, Leuenhagen und Paris (Nr. 2222118) 1994
- Künstler musizieren für die Dresdner Kreuzkirche, Werke von J.S. Bach und W.A. Mozart (Haffner-Sinfonie Kv 385) Bückeburger Bach-Orchester, NewArt Dresden 9601505 (1996)
- Stefan Milenkovich spielt Mozart,  KV 219, KV 365, Bückeburger Bach - Orchester, FOX Records 2122022 (1997)
- Serenade im Schloss Bückeburg: Mozart Violinkonzerte KV 216,KV 219, David Tebbe-, Stefan Milenkovich - Violine, Bückeburger Bach - Orchester, Musicom - Münster 050416 (2008)
- Große Musik in der Residenz Bückeburg, Werke von Joh. Chr. Friedr. Bach, G. Rossini, W. Kienzl, Richard Sahla, L.v. Beethoven, David Tebbe - Violine, Schaumburger Märchensänger, Bückeburger Bach-Orchester Musicom - Münster 041216 (2009)